# Tumulus du Prince étrusque
Le Tumulus du Prince étrusque (en italien : Tumulo del Principe etrusco) est un monument funéraire datant d'environ VIIe siècle av. J.-C., situé dans la banlieue nord-ouest de Pise, dans la province de Pise en Toscane,.

## Description
En 1853, lors des travaux d'agrandissement du Cimitero Suburbano di Pisa (it), une vingtaine de tombes furent découvertes, faisant partie d'un complexe sépulcral autour d'un tertre de 30 m de diamètre. Mais ce n'est qu'en 1994, lors des travaux de fouilles, que la nécropole a été mise au jour avec son grand tertre étrusque, qui représente l'élément le plus important de la vaste nécropole. Le tumulus, aujourd'hui, est délimitée par une couronne constituée de dalles de pierre d'épaisseur réduite, fixées verticalement dans le sol avec régularité.
À environ sept mètres de cette couronne, des paires de pierres monolithiques sont disposées à deux mètres l'une de l'autre. Dans le secteur nord-est de la couronne, deux petites dalles sont alors insérées perpendiculairement au sol qui forment le support de ce qui devait être une marche, peut-être en bois, pour permettre l'accès à la zone autour du tertre. A l'intérieur du monument, plus précisément au centre, se trouve une structure complexe composée d'une grande fosse quadrangulaire mesurant quatre mètres de côté et un mètre de profondeur où est placé un coffre en bois (2,50 × 1,50 × 0,70 m) et à l'intérieur de laquelle quelques des fragments de vases, une coupe en bronze et des os de mouton ont été retrouvés, probablement restes d'un repas funéraire. La fosse était ensuite remplie de petites pierres et recouverte de terre jusqu'au sommet des dalles de la couronne, à l'exception d'un trou de forme triangulaire, rempli d'argile stérile et à l'intérieur duquel avait été placé un trident de fer doté d'un manche cassé de forme rituelle.
Au-dessus du trou se trouve un autel à la surface duquel ont été trouvés un couteau en fer, quatre broches en fer et une mâchoire de cheval. L'autel fut ensuite démonté et certaines de ses parties placées dans une fosse quadrangulaire creusée à cinq mètres de son lieu d'origine. À côté de l'autel dans la partie nord-est, un grand dolium décoré fermé par un couvercle est placé dans un trou quadrangulaire. A l'intérieur, une grande quantité de cendres a été retrouvée, mélangée à de petits clous en bronze, aux restes d'une plaque de bronze et à un fin fil d'or,.

## Datation
Les quelques matériaux trouvés à l'intérieur de la fosse confirment une chronologie comprise dans le premier quart du VIIe siècle av. J.-C. Certaines sépultures situées au sud du tertre datent également de la même époque, créées dans de petits doliums placés au niveau du sol et ensuite recouverts de terre. Ceux-ci contenaient des objets modestes, principalement des broches en bronze et divers ornements féminins,.

## Historique

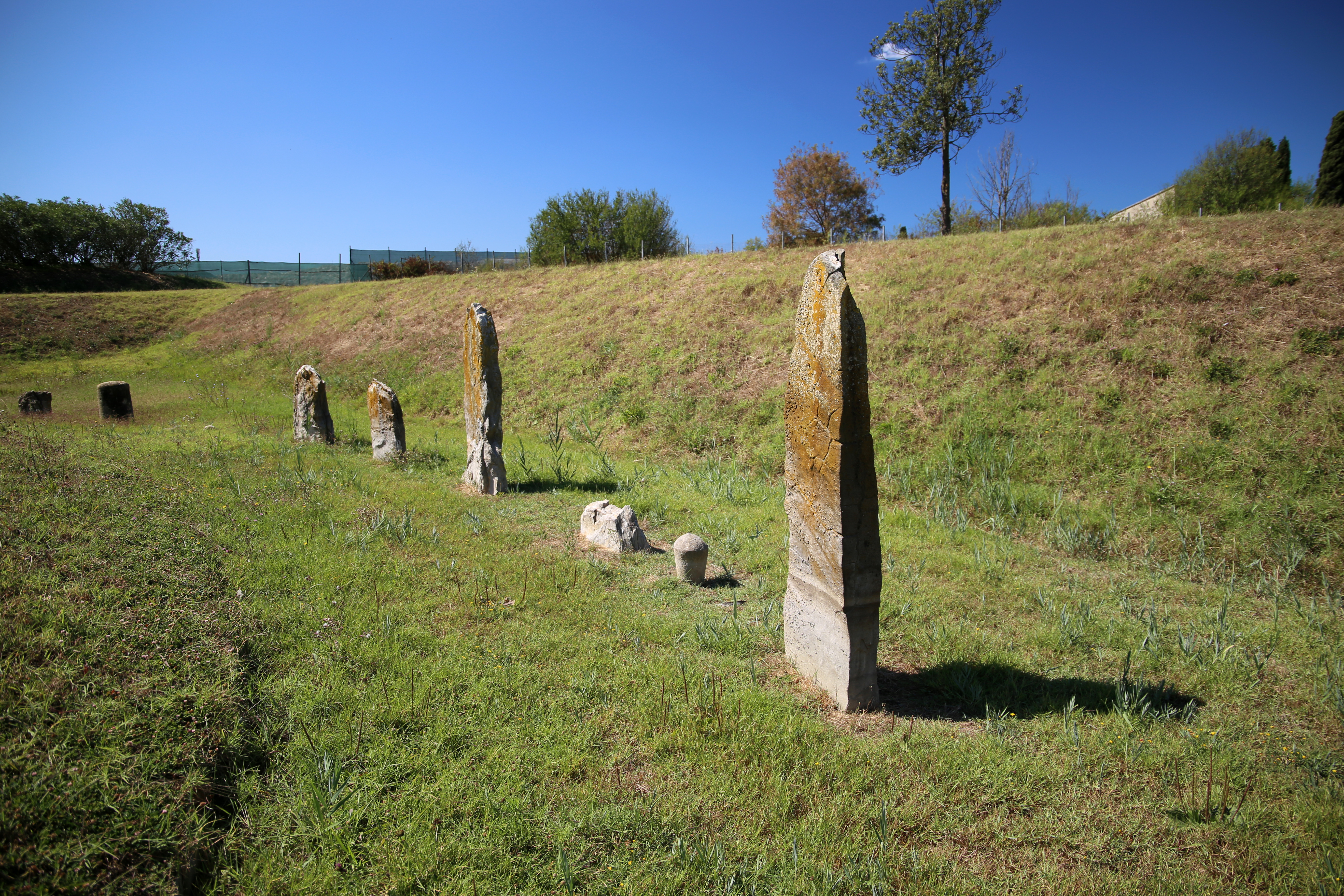
La couronne de pierres dressées.

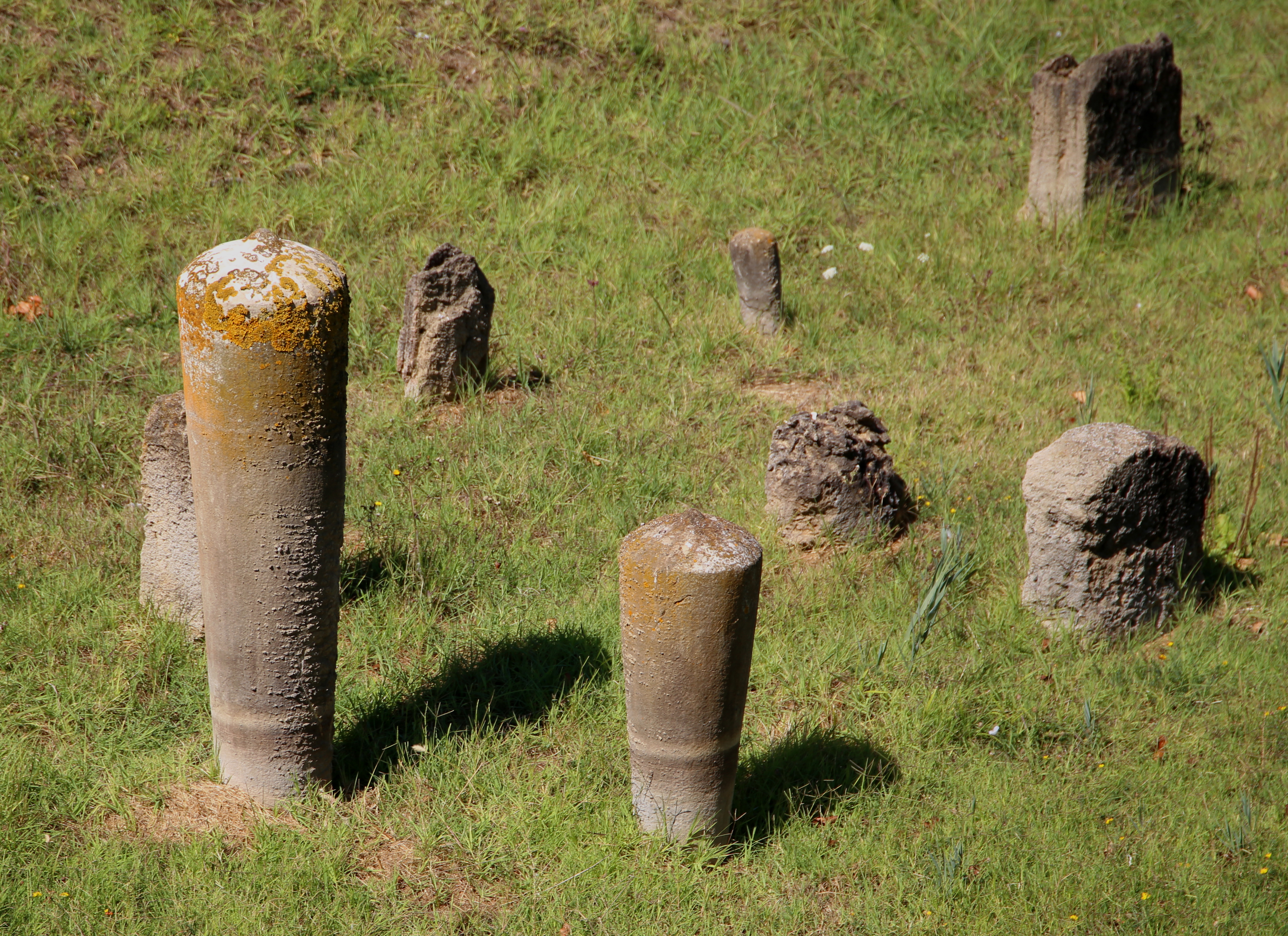
Les cippes.

Au cours du troisième quart du VIIe siècle av. J.-C., quatre sépultures ont été aménagées au-dessus du tumulus, deux contenant des individus féminins et deux individus masculins. L'une des sépultures féminines présente un urne funéraire, ou une olla, insérée avec les objets funéraires dans un grand dolium placé sur une surface en pierre à l'intérieur d'un trou circulaire fermé par une dalle monolithique ; l'autre sépulture, moins conservée, présente l'urne funéraire à l'intérieur d'une boîte lithique. Les tombes masculines ont l'urne funéraire, toujours représentée par une petite olla, reposant sur une surface constituée d'une dalle de pierre avec les objets funéraires, pour la plupart des armes, entourés d'un dolium renversé recouvert de terre. Une cinquième sépulture, appartenant à une jeune fille, a été trouvée dans l'espace compris entre la couronne du tertre et la série de paires de pierres. Ses cendres sont contenues dans un dolium placé dans une fosse creusée dans le sol avec les quelques objets de son mobilier funéraire : un pot à onguent, un collier à pendentifs en or et une pince à tresse.
Par conséquent, dans le troisième quart du VIIe siècle av. J.-C., l'espace de la nécropole était utilisé par ce qui devait être un groupe noble pisan important pour souligner son rôle au sein de la société.
Au VIe siècle av. J.-C., dans la zone située au sud du complexe funéraire, toute une série de sépultures indiquées par des cippes ont été signalées, exaltant le rôle du tertre en tant que monumentum gentis.  Ce n'est pas un hasard si l'entrée du tertre est actuellement monumentalisée avec la préparation d'un ensemble complexe de pierres qui marquent la zone d'accès au tombeau ; entre les deux blocs les plus intérieurs, un cratère avec des colonnes et une amphore ont été trouvés à l'intérieur d'une fosse, décorée selon la technique de la céramique à figures noires et donc attribuable au VIe siècle av. J.-C.  Dans la zone à l'extérieur du tertre se trouvent deux autels rudimentaires, sites de rituels sacrificiels, attestés par des restes d'ossements d'animaux et une coupe attique.

## Fouilles
Un premier signalement de l'existence de l'ensemble monumental a eu lieu le 5 avril 1967 lors de travaux de construction d'un puits par le propriétaire du terrain. Cependant, ce n'est qu'en décembre 1994 que des recherches plus approfondies ont commencé dans ce domaine. Après quelques jours de fouilles, ont été mises au jour les dalles qui n'ont été considérées plus tard comme faisant partie de la couronne qui entourait le monticule. En septembre suivant, des sépultures archaïques, des pierres commémoratives et autres dalles ont été retrouvées qui devaient appartenir à l'ensemble monumental. Aujourd'hui, ce complexe s'appelle le « Tombeau du Prince étrusque » et représente un musée de la ville, témoignage tangible du passé de Pise.

## Culture étrusque
Le grand tumulus, au centre d'un système de tombes plus petites, révèle l'existence d'une structure sociale organisée hiérarchiquement divisée en groupes de parenté étendus ; au sein de ces groupes émergent des principes gentis et des élites nobles apparentées.
À partir des éléments récupérés lors des fouilles, il a été possible de préciser le rôle de la personne qui devait être enterrée à l'intérieur du tumulus. Une attention particulière doit être portée au trident de fer, instrument à forte valeur symbolique : attribut de la royauté, lié à la figure du dieu Neptune, mais aussi instrument utilisé pour la pêche.
L’hypothèse selon laquelle le rôle, la richesse et le prestige de l’homme enterré seraient liés à des activités liées à la mer ne peut donc être totalement exclue. En réalité, aucun reste humain n'a été retrouvé à l'intérieur du tertre, ce qui fait du monument pisan un cénotaphe. L'ensemble, qui comprend une petite olla et une custode, est également très pauvre. Au sol se trouvent des restes d'os de mouton brûlés qui suggèrent la préparation d'un feu, organisé en l'honneur du défunt ; aux cendres se mêlent les restes d'une lame métallique qui devait faire partie d'un kolossós, c'est-à-dire une reproduction du corps du défunt, placée dans la tombe en remplacement du cadavre absent,. 
Ce site, ainsi que d'autres témoignages de l'époque étrusque trouvés dans les zones situées au nord de l'Arno, comme la Piazza del Duomo et la zone du stade, confirment la présence humaine sur le territoire pisan depuis l'Antiquité. La découverte s'est avérée très importante car grâce aux découvertes trouvées à l'intérieur, il a été possible de comprendre dans ses grandes lignes le rite funéraire étrusque.

## Galerie

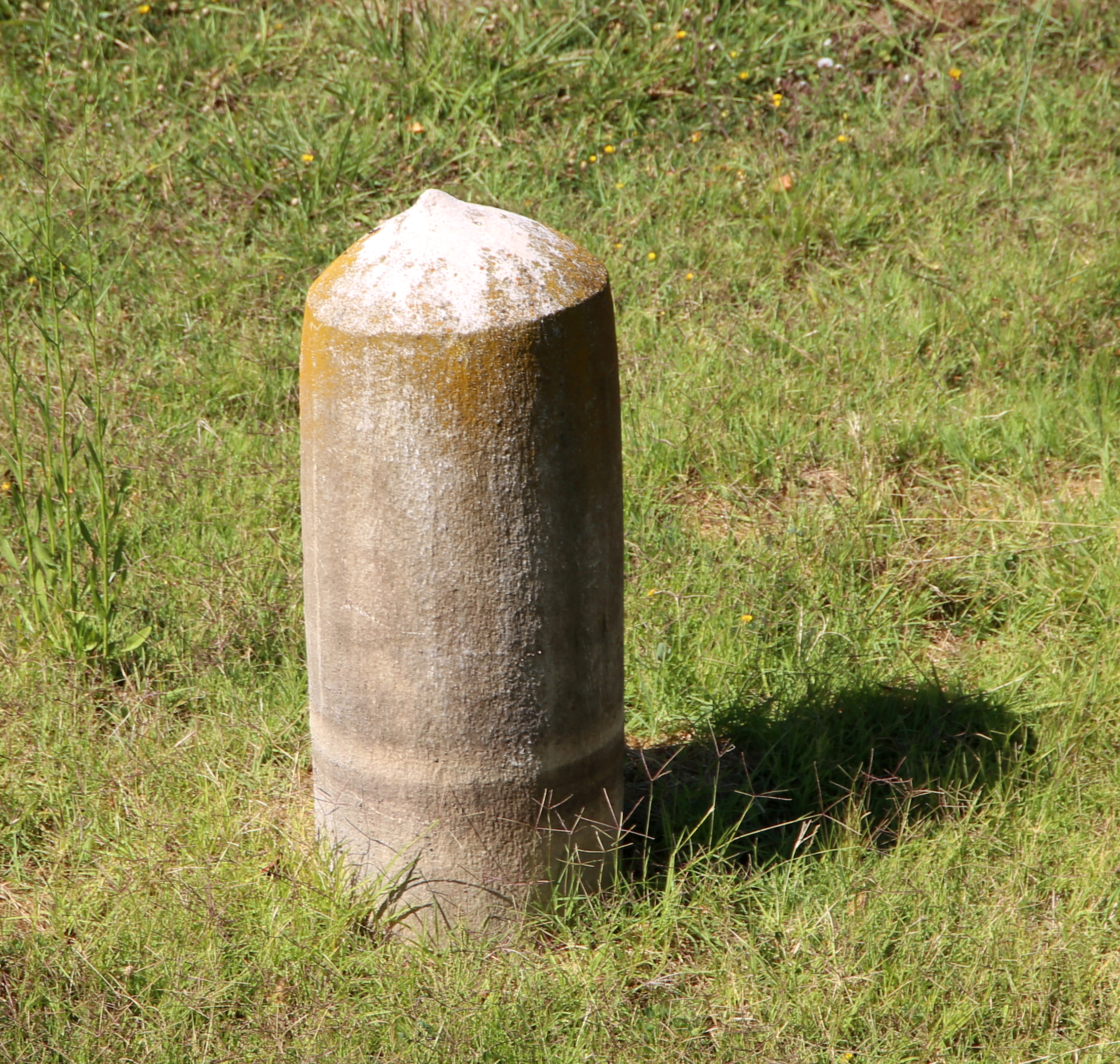
Un cippe étrusque.
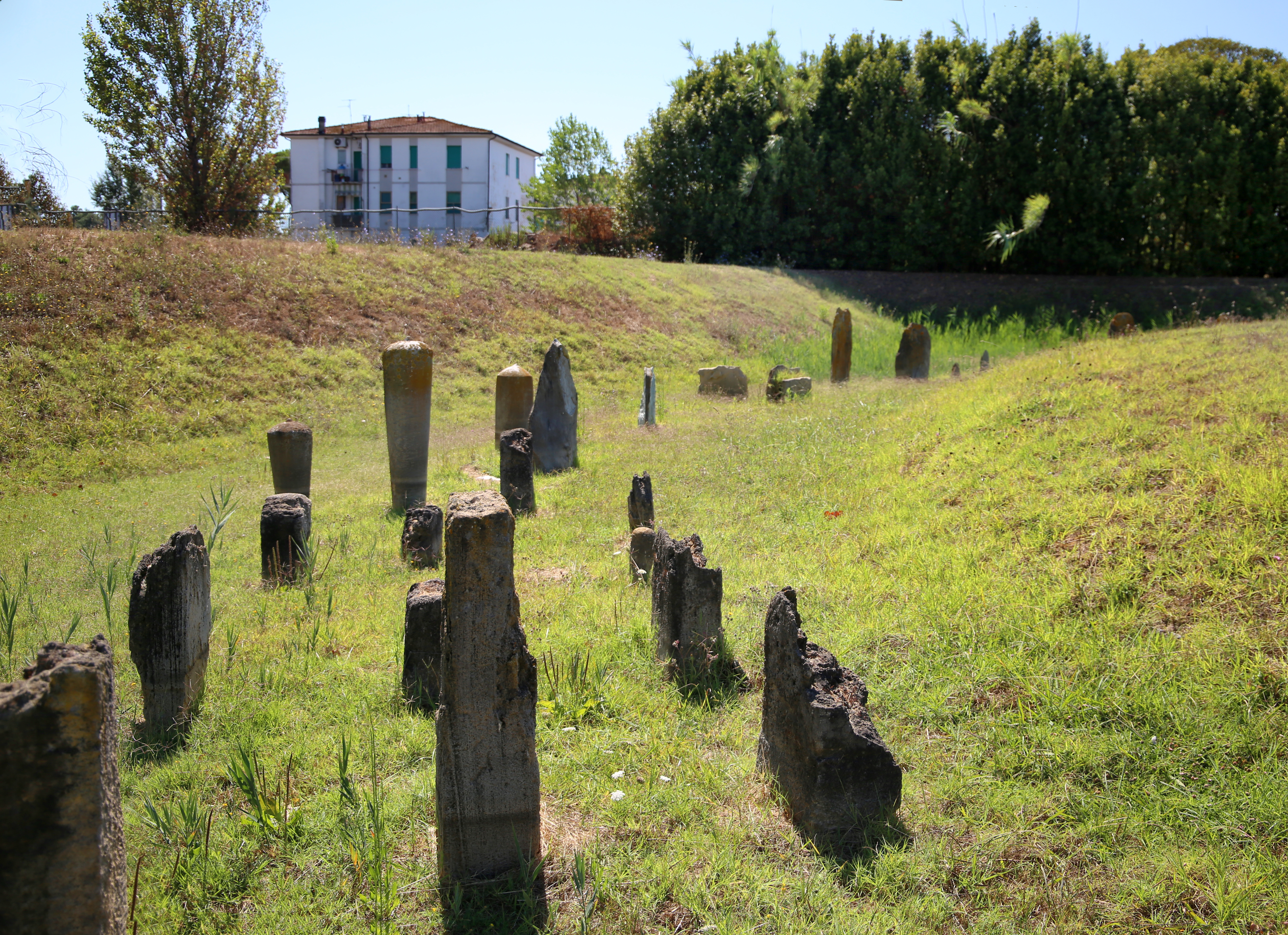
D'autres pierres dressées de la couronne.